# HMS Jamaica (44)
HMS Jamaica (44) (sau đổi thành C44) là một tàu tuần dương hạng nhẹ lớp Crown Colony của Hải quân Hoàng gia Anh Quốc; được đặt tên theo đảo Jamaica, vốn là một thuộc địa của Đế quốc Anh khi nó được chế tạo vào cuối những năm 1930. Chiếc tàu tuần dương trải qua hầu hết thời gian của Chiến tranh thế giới thứ hai hộ tống các Đoàn tàu vận tải Bắc Cực, ngoạ̀i trừ một đợt bố trí về phương Nam trong cuộc đổ bộ Bắc Phi vào tháng 11 năm 1942. Nó tham gia Trận chiến biển Barents vào năm 1942 và Trận chiến mũi North vào năm 1943. Jamaica cũng đã hộ tống cho nhiều tàu sân bay vào năm 1944 khi chúng tung ra các cuộc không kích nhắm vào thiết giáp hạm Tirpitz ở phía Bắc Na Uy. Cuối năm đó, nó được tái trang bị rộng rãi nhằm chuẩn bị để phục vụ cùng Hạm đội Thái Bình Dương Anh Quốc, nhưng chiến tranh kết thúc trước khi nó đến được Thái Bình Dương.
Jamaica trải qua những năm cuối của thập niên 1940 tại Viễn Đông và tại Trạm Bắc Mỹ và Tây Ấn. Khi Chiến tranh Triều Tiên nổ ra vào năm 1950, nó được lệnh phối hợp với Hải quân Hoa Kỳ bắn phá lực lượng Bắc Triều Tiên khi họ tiến quân dọc theo bờ biển phía Đông bán đảo này. Chiếc tàu chiến cũng bắn pháo hỗ trợ cho cuộc Đổ bộ Inchon vào cuối năm đó. Jamaica được tái trang bị rồi quay trở về Anh Quốc vào đầu năm 1951, nơi nó được đưa về lực lượng dự bị. Nó tái hoạt động vào năm 1954 để phục vụ cùng Hạm đội Địa Trung Hải Anh Quốc, nơi nó tham gia Chiến dịch Musketeer, cuộc tấn công Ai Cập của liên quân Anh-Pháp nhằm chiến quyền kiểm soát kênh đào Suez vào năm 1956. Jamaica được cho ngừng hoạt động vào năm 1958 và bị bán để tháo dỡ vào năm 1960.

## Thiết kế và chế tạo

### Thiết kế

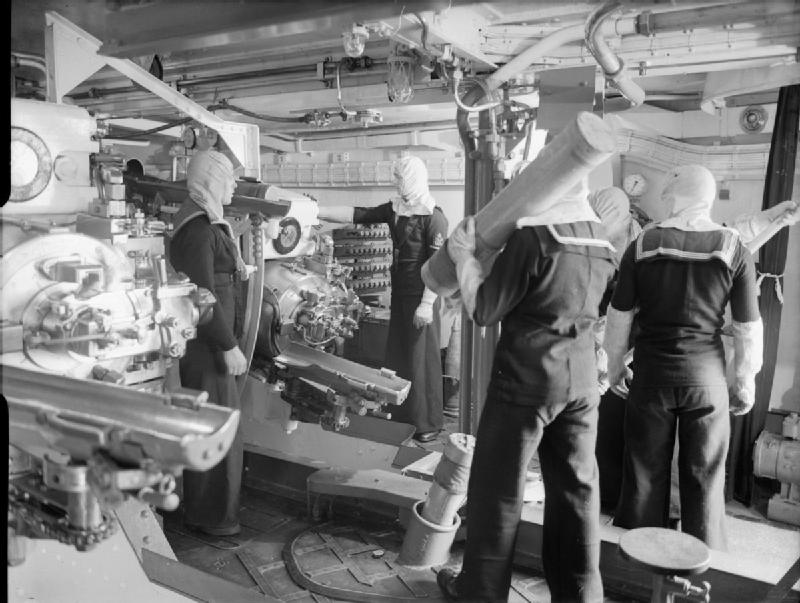
Bên trong tháp pháo 6 inch Mark XXIII ba nòng trên chiếc HMS Jamaica. Lưu ý thủy thủ đoàn phải mặc áo chống lửa. Một thủy thủ ở phía trước đang vác một liều thuốc phóng cordite 30 pound, một liều thuốc phóng khác vừa được đưa lên khỏi thang nâng trên sàn còn trong vỏ bảo vệ

Jamaica được thiết kế với trọng lượng choán nước tiêu chuẩn 8.631 tấn Anh (8.770 t), và lên đến 11.017 tấn Anh (11.194 t) khi đầy tải, có chiều dài chung 555 foot 6 inch (169,3 m), mạn thuyền rộng 68 foot 5 inch (20,9 m) và độ sâu của mớn nước là 19 foot 10 inch (6,0 m). Nó được trang bị động cơ turbine hơi nước hộp số Parsons, dẫn động bốn trục, sản sinh một công suất tổng cộng 80.000 mã lực càng (60.000 kW) cho phép đạt được tốc độ tối đa 32,25 hải lý trên giờ (59,73 km/h; 37,11 mph). Hơi nước được cung cấp cho động cơ bằng bốn nồi hơi nồi hơi ống nước Admiralty 3 thùng. Jamaica mang theo được tối đa 1.700 tấn Anh (1.700 t) dầu đốt cho phép nó có tầm hoạt động 6.520 hải lý (12.080 km; 7.500 mi) ở tốc độ đường trường 13 hải lý trên giờ (24 km/h; 15 mph). Thủy thủ đoàn đầy đủ bao gồm 733 sĩ quan và thủy thủ trong thời bình, và lên đến 900 người trong chiến tranh.
Con tàu được trang bị mười hai khẩu BL 6 inch (152 mm)/50 caliber Mark XXIII trên bốn tháp pháo Mark XXI ba nòng. Dàn pháo hạng hai bao gồm tám khẩu QF 4 inch (102 mm) Mark XVI phòng không trên bốn tháp pháo nòng đôi. Jamaica còn có hai khẩu đội phòng không hạng nhẹ QF 2 pounder (40 mm) Mark VIII "pom-pom" bốn nòng, nhưng không rõ số lượng pháo phòng không tầm ngắn. Con tàu còn mang theo hai dàn phóng ngư lôi ba nòng dành cho ngư lôi 21 inch (533 mm).
Jamaica không có một đai giáp đầy đủ ngang mực nước. Bên hông các ngăn động cơ và nồi hơi cùng các hầm đạn được bảo vệ bằng lớp giáp dày 3,25–3,5 inch (83–89 mm). Sàn tàu bên trên các khoang động cơ và hầm đạn được tăng cường với độ dày 2–3,5 inch (51–89 mm). Nó mang theo một máy phóng máy bay cùng hai thủy phi cơ Supermarine Sea Otter.

### Chế tạo
Jamaica được đặt lườn vào ngày 28 tháng 4 năm 1938 tại xưởng tàu Vickers-Armstrongs ở Barrow-in-Furness, Anh Quốc như một phần của chương trình Chế tạo Hải quân 1938, và được đặt tên theo thuộc địa Jamaica. Con tàu được hạ thủy vào ngày 16 tháng 11 năm 1940 và hoàn tất vào ngày 29 tháng 6 năm 1942.

## Lịch sử hoạt động

### Các hoạt động ban đầu
Sau khi hoàn tất việc chạy thử máy, Jamaica đã bảo vệ từ xa cho Đoàn tàu vận tải PQ 18 vào tháng 9 năm 1942. Nó được phân về lực lượng Đặc nhiệm Trung tâm của Chiến dịch Torch vào đầu tháng 11, và đã bị tàu ngầm Pháp Fresnel tấn công bất thành. Các Đoàn tàu vận tải Bắc Cực bị tạm ngưng sau chuyến PQ 18, nhưng được tái tục vào ngày 15 tháng 12 với Đoàn tàu vận tải JW 51A. Jamaica cùng với Sheffield và nhiều tàu khu trục hộ tống đã hình thành nên Lực lượng R dưới quyền chỉ huy của Chuẩn Đô đốc Robert Burnett, và được giao nhiệm vụ bảo vệ đoàn tàu vận tải chống lại mọi lực lượng tàu nổi Đức. Đoàn tàu vận tải đã không bị Đức phát hiện, và đi đến Kola Inlet bình yên vào ngày 25 tháng 12.

### Trận chiến biển Barents
Lực lượng R khởi hành từ Kola vào ngày 27 tháng 12 để gặp gỡ Đoàn tàu vận tải JW 51B trong vùng biển Na Uy, nhưng đoàn tàu vận tải bị dạt về phía Nam bởi một trận bão lớn. Nhiều con tàu bị tách ra bởi cơn bão, và chúng nhầm lẫn tín hiệu radar của Lực lượng R với vị trí thực của đoàn tàu vận tải. Vì vậy Lực lượng R vào sáng ngày 31 tháng 12 ở cách đoàn tàu vận tải 30 dặm (48 km) về phía Bắc khi tàu tuần dương hạng nặng Admiral Hipper tấn công đoàn tàu vận tải. Admiral Hipper trước tiên bị cầm chân tại chỗ bởi các tàu khu trục Anh Onslow, Obedient, Obdurate và Orwell. Thoạt tiên bị đẩy lui, Admiral Hipper quay trở lại chỉ để bị đối đầu bởi Lực lượng R không lâu trước giữa trưa, và bị bắn trúng ba quả đạn pháo 6 inch từ các tàu tuần dương. Hai tàu khu trục Đức Z16 Friedrich Eckoldt và Z4 Richard Beitzen đã nhầm lẫn Sheffield như là chiếc Admiral Hipper và tìm cách sáp nhập đội hình với nó. Sheffield đánh chìm Friedrich Eckoldt ở khoảng cách 2 dặm (3,2 km) trong khi Jamaica đối đầu bất thành với Richard Beitzen. Không đầy nửa giờ sau đó, Lực lượng R phát hiện Lutzow và Admiral Hipper, và đã khai hỏa. Không bên nào bắn trúng đích trong bóng đêm trước khi chúng quay mũi vài phút sau đó. Lực lượng R tiếp tục theo dõi các con tàu Đức trong nhiều giờ trước khi bị mất dấu. Mặc dù tàu khu trục Achates và tàu quét mìn Bramble bị Hải quân Đức đánh chìm, đoàn tàu vận tải đã đi đến Kola Inlet an toàn. Lực lượng R tiếp tục ở lại ngoài biển bảo vệ cho đoàn tàu vận tải RA 51 quay trở về Anh cho đến khi được các tàu tuần dương Berwick và Kent thay phiên.
Jamaica được thay phiên trong vai trò hộ tống sau khi quay trở về vào tháng 1 năm 1943, và nòng pháo của dàn pháo chính được thay thế vào tháng 3. Nó gia nhập Hạm đội Nhà, rồi được tái trang bị tại Portsmouth từ tháng 7 đến tháng 9. Cũng trong thời gian này nó được trang bị sáu khẩu đội phòng không 20 milimét (0,8 in) nòng đôi vận hành bằng điện cùng bốn khẩu nòng đơn. Vào tháng 11, nó bảo vệ cho các đoàn tàu vận tải RA 54B, JW 54A, JW 54B và RA 54B, nhưng đã không đụng độ đối phương. Ngày 15 tháng 12, nó được phân về Lực lượng 2, một phân đội bảo vệ từ xa cho đoàn tàu vận tải JW 55A, cùng với thiết giáp hạm Duke of York và bốn tàu khu trục. Lực lượng 2 được chỉ huy bởi Đô đốc Bruce Fraser, Tổng tư lệnh Hạm đội Nhà, bên trên chiếc Duke of York. Đây là lần đầu tiên lực lượng bảo vệ từ xa của Anh hộ tống một đoàn tàu vận tải suốt chặng đường đi đến Kola Inlet. Chuyến đi diễn ra bình yên, và Lực lượng 2 lên đường vào ngày 18 tháng 12 để được tiếp nhiên liệu tại Iceland. Trước khi đến nơi, Đô đốc Fraser nhận tin tức từ Hệ thống Tình báo Ultra rằng thiết giáp hạm Scharnhorst có thể tấn công đoàn tàu vận tải JW 55B, vốn đã ra khơi.

### Trận chiến mũi North

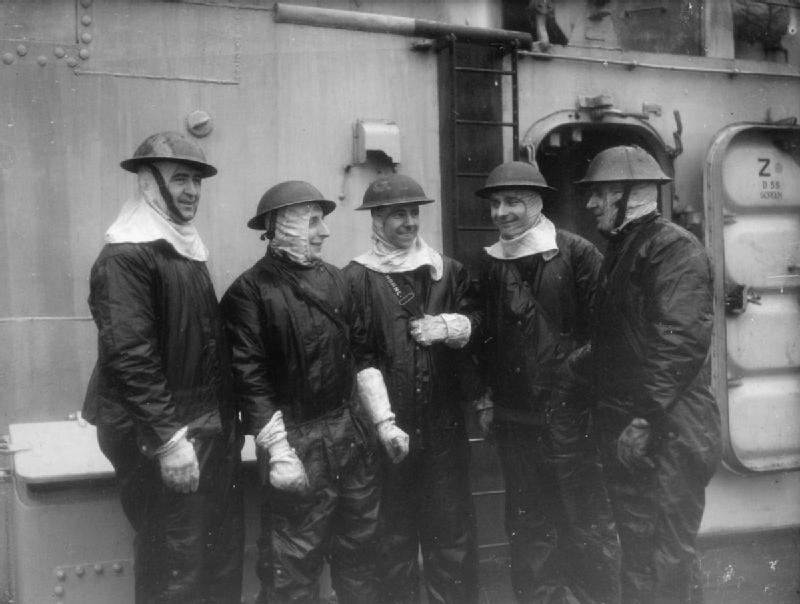
Các pháo thủ ngư lôi của HMS Jamaica tại Scapa Flow sau khi đánh chìm Scharnhorst vào ngày 26 tháng 12 năm 1943. Họ vẫn đang mặc áo chống lửa.

Máy bay trinh sát Đức đã phát hiện đoàn tàu vận tải vào ngày 22 tháng 12, và Scharnhorst được năm tàu khu trục thuộc Chi hạm đội Khu trục 4 hộ tống lên đường vào ngày 25 tháng 12 để đánh chặn. Cuộc đụng độ sau đó được biết đến dưới tên gọi Trận chiến mũi North. Lực lượng Đức bị phát hiện vào sáng ngày 26 tháng 12 và bị đối đầu bởi lực lượng bảo vệ gần bao gồm các tàu tuần dương Belfast, Sheffield và Norfolk cùng bốn tàu khu trục. Cùng lúc đó Jamaica và Duke Of York tiếp cận từ phía Tây Nam, chặn con đường rút lui của Scharnhorst. Chiếc thiết giáp hạm Đức quay trở về căn cứ của nó tại Altafjord vào đầu buổi chiều sau hai đợt chạm trán ngắn với các tàu tuần dương Anh. Nó bị dàn radar Kiểu 273 của Duke of York phát hiện ở khoảng cách 45.500 thước Anh (41.600 m), và Duke of York khai hỏa nửa giờ sau đó. Jamaica bắn loạt đạn pháo đầu tiên của mình sau đó một phút, bắn trúng Scharnhorst trong loạt đạn pháo bắn qua mạn thứ ba. Nó buộc phải ngừng bắn sau 19 loạt đạn pháo do con tàu Đức nhanh hơn tàu chiến Anh trong hoàn cảnh biển động và gia tăng khoảng cách bất chấp bị hư hại nặng do đạn pháo Anh. Một quả trong loạt đạn pháo cuối cùng của Duke of York đã xuyên thủng phòng nồi hơi số 1 của Scharnhorst và phá hủy nó. Điều này đã làm giảm tốc độ của con tàu Đức, đến mức bị các tàu khu trục Anh bắt kịp và đánh trúng bốn quả ngư lôi theo chiến thuật gọng kìm. Điều này khiến Scharnhorst chậm hơn nữa đủ để Jamaica cùng Duke of York bắt kịp và nổ súng ở khoảng cách 10.400 thước Anh (9.500 m). Chúng liên tục bắn trúng con tàu Đức, nhưng không thể đánh chìm sau 20 phút nã pháo, nên Jamaica được lệnh phóng ngư lôi. Hai trong số ba quả ngư lôi trong loạt đầu bị trượt, quả thứ ba lại tịt ngòi; chiếc tàu tuần dương phải quay mũi phóng ba quả khác bên mạn, trong đó hai quả dường như đã trúng đích. Belfast cùng các tàu khu trục cũng phóng ngư lôi trước khi Scharnhorst cuối cùng bị đánh chìm.

### Các đoàn tàu vận tải khác và không kíchTirpitz
Trong tháng 2 và tháng 3 năm 1944, Jamaica nằm trong thành phần của lực lượng bảo vệ cho các đoàn tàu vận tải JW 57, JW 58 và RA 58. Jamaica được cho tách ra khỏi lực lượng sau cùng để hộ tống cho tàu sân bay Victorious khi nó tung ra cuộc không kích chống lại thiết giáp hạm Đức Tirpitz trong Chiến dịch Tungsten. Vào tháng 7, nó tham gia lực lượng bảo vệ cho các tàu sân bay Formidable, Furious và Indefatigable tiến hành Chiến dịch Mascot, một cuộc không kích bất thành nhắm vào chiếc Tirpitz đang neo đậu tại Kåfjord. Sau đó Jamaica hộ tống các đoàn tàu vận tải JW 59 và RA 59 vào tháng 8 và tháng 9 trước khi trải qua một đợt tái trang bị lớn vào tháng 10 vốn kéo dài cho đến tháng 4 năm 1945. Tháp pháo 'X' của con tàu (chiếc thứ ba từ mũi) được tháo dỡ thay thế bằng hai khẩu đội 2-pounder, và dàn radar được hiện đại hóa.
Ngày 6 tháng 6, chiếc tàu tuần dương đã đưa Vua George VI và Hoàng hậu trong một chuyến viếng thăm quần đảo Channel. Jamaica gia nhập Hải đội Tuần dương 5 tại Colombo vào tháng 10, thay phiên cho tàu tuần dương Norfolk trong vai trò soái hạm của hải đội vào tháng 4 năm 1946. Con tàu quay về Devonport cho một đợt tái trang bị vào tháng 11 năm 1947, rồi được chuyển sang Trạm Bắc Mỹ và Tây Ấn vào tháng 8 năm 1948 sau khi hoàn tất. Nó được gửi đến Hong Kong vào tháng 4 năm 1949 và tiếp tục ở lại Viễn Đông cho đến khi Chiến tranh Triều Tiên bắt đầu vào tháng 6 năm 1950.

### Chiến tranh Triều Tiên
Cuộc xung đột giữa Bắc và Nam Triều Tiên nổ ra vào ngày 25 tháng 6 năm 1950, đang khi Jamaica trên đường đi đến Nhật Bản. Nó cùng với chiếc HMS Black Swan theo hộ tống được lệnh gặp gỡ tàu tuần dương hạng nhẹ Hoa Kỳ USS Juneau ngoài khơi bờ biển phía Đông Triều Tiên để bắn phá lực lượng Bắc Triều Tiên đang tiến quân. Ngày 2 tháng 7, một đoàn tàu vận tải tiếp liệu Bắc Triều Tiên đang quay trở về từ Chumunjin khi nó bị các tàu Đồng Minh bắt gặp. Các xuồng phóng lôi và xuồng máy theo hộ tống đã quay mũi chiến đấu, nhưng ba xuồng phóng lôi và cả hai xuồng máy đều bị đánh chìm mà không gây hư hại nào cho các tàu chiến Đồng Minh. Chúng tiếp nối việc bắn phá các mục tiêu dọc theo bờ biển. Sáu ngày sau Jamaica bị bắn trúng một quả đạn pháo 75 milimét (3,0 in) khiến sáu người thiệt mạng và làm bị thương năm người khác. Vào ngày 15 tháng 8, nó bắn phá các cơ sở của cảng Kunsan bị chiếm đóng. Trong tháng tiếp theo, Jamaica tham gia cuộc bắn pháo chuẩn bị lên đảo Wolmi-do trước cuộc đổ bộ Inchon vào ngày 15 tháng 9. Trong chính cuộc đổ bộ, nó đã hỗ trợ cho cánh Nam của cuộc tấn công, rồi nhiệm vụ bắn pháo hỗ trợ cho Tiểu đoàn 1 Thủy quân Lục chiến Hoa Kỳ sau đó. Hai ngày sau cuộc đổ bộ, Jamaica và chiếc tàu tuần dương hạng nặng Hoa Kỳ USS Rochester bị hai máy bay động cơ cánh quạt Yakovlev tấn công vào lúc bình minh. Một chiếc đã dùng hỏa lực càn quét con tàu, làm thiệt mạng một thủy thủ trước khi bị hỏa lực của chính con tàu bắn rơi.

### Các hoạt động sau cùng
Jamaica được gửi đi tái trang bị tại Singapore vào tháng 10, rồi lên đường quay trở về nhà sau khi hoàn tất. Nó về đến Plymouth vào tháng 2 năm 1952 và được đưa về lực lượng dự bị. Nó là soái hạm của Hạm đội Dự bị từ tháng 5 năm 1953 cho đến năm 1954 khi nó được cho hoạt động trở lại để phục vụ cùng Hạm đội Địa Trung Hải. Được phân về Hải đội Tuần dương 1, nó được tái trang bị tại Xưởng tàu Chatham vào tháng 6 năm 1955 trước khi quay trở lại hải đội. Con tàu đã tham gia Chiến dịch Musketeer, một hoạt động của liên quân Anh-Pháp nhằm chiếm quyền kiểm soát kênh đào Suez vào tháng 11 năm 1956. Con tàu đã dẫn đầu lực lượng bắn pháo bảo vệ cho Thủy binh Hoàng gia đổ bộ lên Port Said, nhưng nó không được phép khai hỏa dàn pháo chính, vì Chính phủ Anh cấm bắn pháo với cỡ nòng lớn hơn 4,5 inch (114 mm). Jamaica lại được đưa về lực lượng dự bị vào tháng 9 năm 1958 sau một chuyến viếng thăm Kiel. Nó được bán cho hãng BISCO vào ngày 14 tháng 11 năm 1960. Con tàu đi đến xưởng tàu của Arnott Young tại Dalmuir vào ngày 20 tháng 12 năm 1960 để tháo dỡ. Công việc tháo dỡ hoàn tất vào ngày 15 tháng 8 năm 1963 tại Troon.